# 荒野泰典
荒野 泰典（あらの やすのり、1946年 - ）は、日本の歴史学者。立教大学名誉教授。専門は日本近世史。広島県呉市出身。

## 経歴
他
- 1970年 東京商船大学（現東京海洋大学）商船学部卒業[3]
- 1975年 東京大学文学部国史学科卒業[3]
- 1977年 東京大学大学院人文科学研究科国史学専攻修士課程修了[3]
- 1977年 東京大学史料編纂所助手[3]
- 1986年 立教大学文学部史学科助教授[3]
- 1989年 立教大学文学部史学科教授[3]
- 2012年 定年退任、名誉教授[3]

## 受賞歴
- 1988年 東京海上火災各務財団文化賞
- 1989年 アジア・太平洋賞特別賞

## 著書
他
- 『近世日本と東アジア』（東京大学出版会、1988年）
- 『「鎖国」を見直す』（かわさき市民アカデミー出版部、2003年）
- 『近世日本国際関係論』吉川弘文館、2025年3月　ISBN　9784642043724

## 共編・編著
- 『荘園と村を歩く』（校倉書房、1997年）　藤木久志共編
- 『日本の時代史 14　江戸幕府と東アジア』吉川弘文館 2003 ISBN　9784642008143
- 『「東アジア」の時代性』（渓水社、2005年）貴志俊彦・小風秀雅共編
- 『日本の対外関係』1-6 石井正敏,村井章介共編 吉川弘文館 2010
  - 『東アジア世界の成立　日本の対外関係 1』、2010年5月 ISBN　9784642017015
  - 『律令国家と東アジア　日本の対外関係 2』、2011年4月　ISBN　9784642017022
  - 『通交・通商圏の拡大　日本の対外関係 3』、2010年12月　ISBN　9784642017039
  - 『倭寇と｢日本国王｣　日本の対外関係 4』、2010年7月　ISBN　9784642017046
  - 『地球的世界の成立　日本の対外関係 5』、2013年8月　ISBN　9784642017053
  - 『近世的世界の成熟　日本の対外関係 6』、2010年10月　ISBN　9784642017060
  - 『近代化する日本　日本の対外関係 7』、2012年3月　ISBN　9784642017077